# Pussycat

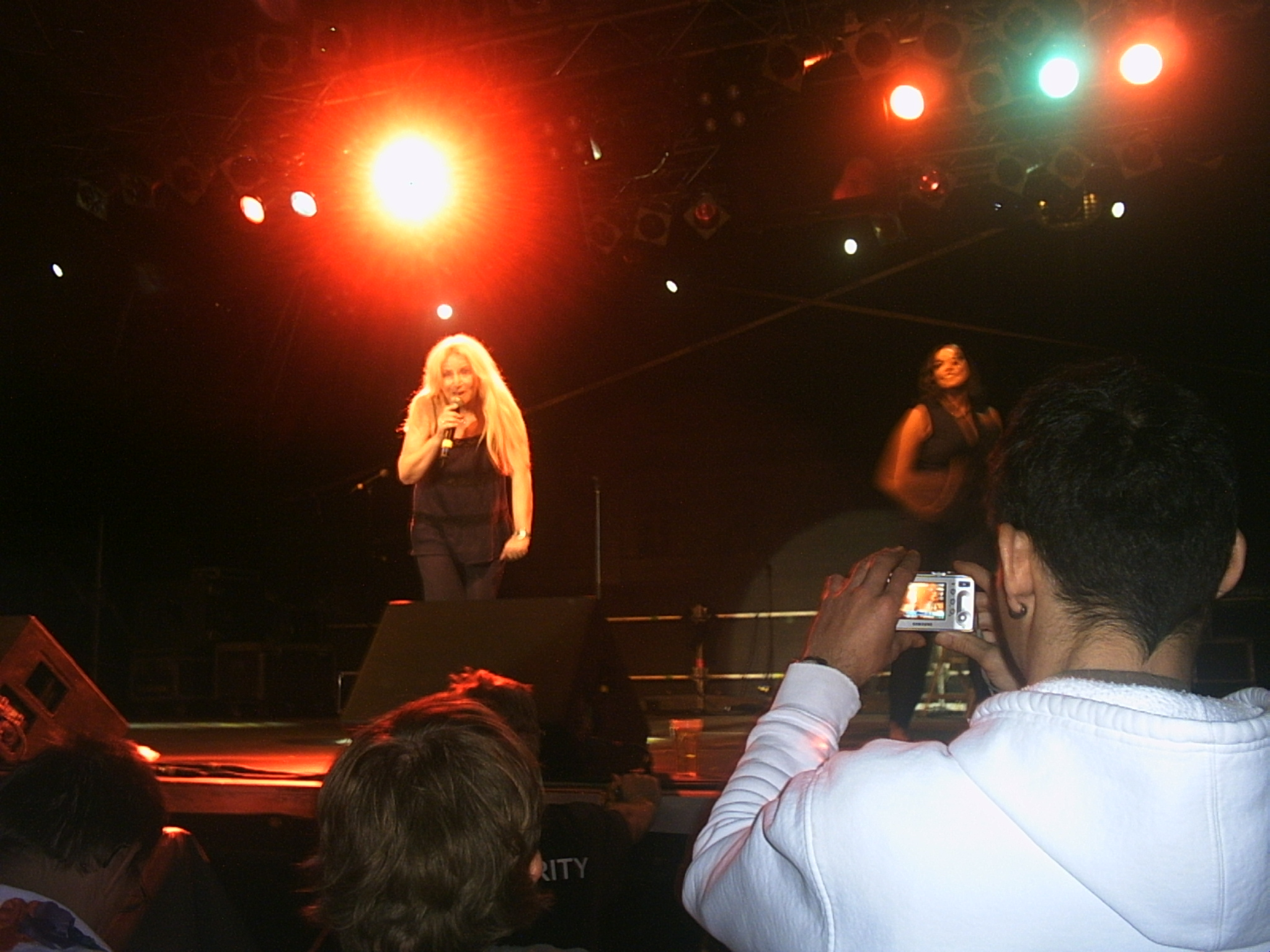
A Pussycat egy 2008-as fellépésen

A Pussycat egy holland popzenei együttes, mely 1973 és 1985 között működött. Első nagy slágerük a Mississippi című dal volt 1975/76-ban, ami becslések szerint világszerte 5 millió példányban kelt el. A világ számos országában felléptek, Dél-Afrikában is megfordultak. Gyakran feltűntek a német televízió Musikladen c. műsorában. Az 1980-as évektől a koncertjeik során anyagi okok miatt már nem alkalmaztak háttérzenészeket.

## Tagok
- Tonny Willé-Kowalczyk - vokál
- Betty Dragstra-Kowalczyk - vokál
- Marianne Hensen-Kowalczyk - vokál
- John Theunissen - gitár
- Loulou Willé - gitár
- Theo Coumans - dob
- Theo Wetzels - basszus
- Ferd Berger - gitár
- Frans Meijer - dob
- Hans Lutjens - dob
- Kees Buenen - billentyűsök

## Lemezeik
- First of All (1976)
- Souvenirs (1977)
- Wet Day in September (1978)
- Simply to be with you (1979)
- The Best of Pussycat (1979)
- Blue Lights (1981)
- After All (1983)
- The Collection and More (1994)
- The Complete Collection (3 CD + DVD, 2004)
- Smile (2005)